# Lucy Thomas
Lucy Thomas (nascuda el 21 de febrer de 2004) és una cantant britànica de Wigan, Lancashire, Anglaterra. Va obtenir reconeixement públic per les seves aparicions en programes de talents infantils i des de llavors  ha publicat diversos àlbums, principalment en els gèneres de crossover clàssic, pop i teatre musical.

## Biografia
Lucy Thomas va néixer el 21 de febrer de 2004 a Wigan, Lancashire, Anglaterra. Va començar a cantar des de molt jove, desenvolupant un estil vocal clar i potent. La seva primera aparició pública important es va produir el 2018 quan, a l'edat de 14 anys, va competir al programa de talents d'ITV The Voice Kids UK. Va arribar a les semifinals del concurs, captivant el públic amb les seves actuacions.

## Carrera
Després de la seva aparició a The Voice Kids, a Lucy Thomas li van oferir un contracte d'enregistrament amb Cavendish Records. Això va portar al llançament del seu àlbum debut, Premiere, l'1 de febrer de 2019. Des de llavors, la discografia de Thomas s'ha expandit ràpidament i generalment es llença un nou àlbum cada any. L'estil vocal de Thomas sovint es descriu com a pur, poderós i captivador. La seva música combina elements del pop, crossover clàssic i teatre musical. És coneguda per la seva capacitat de transmetre emocions a través de les seves interpretacions de cançons conegudes. La seva música sovint inclou versions de cançons populars, temes de pel·lícules i èxits de Broadway, interpretats en un estil clàssic que mostra la seva puresa vocal i el seu lliurament emocional. També ha publicat material original. El seu canal de YouTube ha obtingut un nombre significatiu de seguidors, amb milions de visites per les seves interpretacions de versions, en particular " Hallelujah",  que ha acumulat més de 59 milions de visites.

### Discografia[9]
- Premiere (2019)
- Encore (2020)
- Timeless (2021)
- Destiny (2022)
- Beyond (2023)
- Rosie The Musical - Enregistrament original a l'estudi (2024)

## Actuacions en directe i col·laboracions
Thomas actua regularment i ha col·laborat amb altres artistes. Va fer el seu debut al West End a l'octubre del 2024, cantant cançons del musical "Rosie" (per al qual també va gravar l'enregistrament original amb l'elenc d'estudi), així com altres èxits del teatre musical, acompanyada per una orquestra de 30 integrants i vocalistes convidats com Will Callan i Milan Van Waardenburg.